# Junior Boys
I Junior Boys sono un gruppo musicale di musica elettronica canadese.

## Storia del gruppo
Si tratta di un duo originario di Hamilton (Canada) e costituitosi nel 1999. Il duo era inizialmente composto da Jeremy Greenspan e Johnny Dark, poi quest'ultimo ha lasciato il gruppo dopo le prime demo e il suo posto è stato preso da Matt Didemus. La prima pubblicazione del gruppo è datata 2003 ed è rappresentata dal singolo Birthday/Last Exit.
L'album discografico di debutto è uscito nel settembre 2004.
Il gruppo ha collaborato con Caribou, Morgan Geist, Fennesz, Mobius Band e altri artisti. Nel 2007 ottiene la nomination al Polaris Music Prize per il secondo album So This Is Goodbye. Il terzo album è uscito nell'aprile 2009, il quarto nel giugno 2011.

## Formazione
- Jeremy Greenspan
- Matt Didemus

Ex componenti
- Johnny Dark

## Discografia
Album
- 2004 - Last Exit
- 2006 - So This Is Goodbye
- 2009 - Begone Dull Care
- 2011 - It's All True
- 2016 - Big Black Coat
- 2020 - Waiting Game

EP
- 2007 - The Dead Horse EP